# Fort Christian
Pour les articles homonymes, voir Christian.
Le Fort Christian est un fort danois construit à Charlotte Amalie, dans le territoire des îles Vierges des États-Unis.
Sa construction est décidée par le gouverneur Jørgen Iversen Dyppel qui conduit la deuxième expédition danoise sur l'île de Saint-Thomas en 1672. Il nomme le fort en hommage au roi du Danemark de l'époque, Christian V.
Au cours du XVIIIe siècle, le fort est doté d'une nouvelle entrée avec la construction d'une tour dans le style victorien. Le fort est le bâtiment le plus ancien de l'île, il a servi successivement de centre-ville, de bâtiment gouvernemental et de prison. Il abrite actuellement un musée consacré à l'histoire danoise de l'île. 
Il a été classé « Point de Repère Historique National » (National Historic Landmark) en 1977.